# Jonathan Trumbull Jr.
Jonathan Trumbull Jr. (ur. 26 marca 1740 w Lebanon, Connecticut, zm. 7 sierpnia 1809 w Lebanon, Connecticut) – amerykański polityk z Connecticut.
W latach 1789–1795 podczas pierwszej, drugiej i trzeciej kadencji Kongresu Stanów Zjednoczonych zasiadał w Izbie Reprezentantów Stanów Zjednoczonych jako przedstawiciel stanu Connecticut. W latach 1791–1793, podczas drugiej kadencji Kongresu Stanów Zjednoczonych został wybrany spikerem Izby Reprezentantów.
W 1795 roku z powodzeniem ubiegał się o fotel w Senacie Stanów Zjednoczonych, jednak ustąpił w 1796 roku przed upływem kadencji, aby objąć fotel wicegubernatora Connecticut. Rok później, po śmierci ówczesnego gubernatora Olivera Wolcotta, został gubernatorem tego stanu. Funkcję tę pełnił aż do śmierci, 7 sierpnia 1809 roku.
Jego starszy brat, Joseph Trumbull, był delegatem Connecticut do Kongresu Kontynentalnego. Z kolei jego najmłodszy brat, John Trumbull był malarzem przedstawiającym na swoich obrazach głównie wydarzenia i postaci wojny o niepodległość Stanów Zjednoczonych.